# Valentin Chauvin
Valentin Chauvin (* 30. Dezember 1995) ist ein ehemaliger französischer Skilangläufer.

## Werdegang
Chauvin gewann bei den Nordischen Junioren-Skiweltmeisterschaften 2014 im Val di Fiemme und 2015 in Almaty jeweils die Silbermedaille mit der französischen Staffel. Seine besten Resultate als Einzelstarter waren jeweils Platz sieben über 10 km klassisch 2014 sowie beim Sprint in der klassischen Technik 2015. In der Saison 2014/15 nahm er an U20-Wettbewerben im Alpencup teil. Dabei erzielte er zehn Siege und gewann die U20-Gesamtwertung. Im Dezember 2015 gab Chauvin in Prémanon sein Debüt in der Erwachsenenklasse des Alpencups, wo er gleich bei seinem ersten Einsatz über 15 km Freistil mit Rang drei das Podium erreichte. Beim 15-km-klassisch-Rennen am Folgetag belegte Chauvin Rang acht. Im folgenden Monat kam er in Planica mit dem zweiten Platz über 15 km Freistil erneut aufs Podium und erreichte eine Woche später beim Weltcupdebüt in Planica mit dem 27. Rang im Sprint seine ersten Weltcuppunkte sowie tags darauf mit dem dritten Platz zusammen mit Richard Jouve im Teamsprint auch seine erste Podestplatzierung im Weltcup. Zum Saisonende errang er den dritten Platz in der Gesamtwertung des Alpencups. Diese Gesamtplatzierung wiederholte er mit zwei Siegen in der Saison 2017/18.
In der Saison 2018/19 gewann Chauvin mit vier Siegen und einen zweiten Platz, die Gesamtwertung des Alpencups. Bei den nordischen Skiweltmeisterschaften 2019 in Seefeld in Tirol lief er auf den 37. Platz über 15 km klassisch. In seiner letzten Saison 2020/21 errang er den 45. Platz beim Ruka Triple und den 43. Platz bei der Tour de Ski 2021. Zudem wurde er mit zwei Top-Zehn-Platzierungen Zehnter im Sprintweltcup. Beim Saisonhöhepunkt, den nordischen Skiweltmeisterschaften 2021 in Oberstdorf, belegte er den 25. Platz im Sprint.

## Siege bei Continental-Cup-Rennen
| Nr. | Datum            | Ort                  | Disziplin                   | Serie    |
| --- | ---------------- | -------------------- | --------------------------- | -------- |
| 1.  | 19. März 2017    | Seefeld in Tirol     | 15 km Freistil Verfolgung 1 | Alpencup |
| 2.  | 17. Februar 2018 | Zwiesel              | 15 km klassisch             | Alpencup |
| 3.  | 16. März 2018    | Baqueira-Beret       | Sprint Freistil             | Alpencup |
| 4.  | 4. Januar 2019   | Nové Město na Moravě | Sprint klassisch            | Alpencup |
| 5.  | 6. Januar 2019   | Nové Město na Moravě | 20 km klassisch Massenstart | Alpencup |
| 6.  | 3. März 2019     | Le Brassus           | 15 km klassisch Verfolgung  | Alpencup |
| 7.  | 16. März 2019    | Oberwiesenthal       | 15 km klassisch Massenstart | Alpencup |
| 8.  | 4. Januar 2020   | Campra               | Sprint klassisch            | Alpencup |

## Platzierungen im Weltcup

### Weltcup-Statistik
Die Tabelle zeigt die erreichten Platzierungen im Einzelnen.
- 1.–3. Platz: Anzahl der Podiumsplatzierungen
- Top 10: Anzahl der Platzierungen unter den ersten zehn
- Punkteränge: Anzahl der Platzierungen innerhalb der Punkteränge
- Starts: Anzahl gelaufener Rennen in der jeweiligen Disziplin
- Hinweis: Bei den Distanzrennen erfolgt die Einordnung gemäß FIS.

| Platzierung         | Distanzrennen a | Distanzrennen a | Distanzrennen a | Distanzrennen a | Distanzrennen a | Skiathlon Verfolgung | Sprint | Etappen- rennen b | Gesamt | Team   | Team    |
| Platzierung         | ≤ 5 km          | ≤ 10 km         | ≤ 15 km         | ≤ 30 km         | > 30 km         | Skiathlon Verfolgung | Sprint | Etappen- rennen b | Gesamt | Sprint | Staffel |
| ------------------- | --------------- | --------------- | --------------- | --------------- | --------------- | -------------------- | ------ | ----------------- | ------ | ------ | ------- |
| 1. Platz            |                 |                 |                 |                 |                 |                      |        |                   |        |        |         |
| 2. Platz            |                 |                 |                 |                 |                 |                      |        |                   |        |        |         |
| 3. Platz            |                 |                 |                 |                 |                 |                      |        |                   |        | 1      |         |
| Top 10              |                 |                 |                 |                 |                 |                      | 3      |                   | 3      | 3      | 4       |
| Punkteränge         |                 |                 | 2               |                 |                 | 1                    | 15     |                   | 18     | 5      | 4       |
| Starts              |                 | 2               | 17              |                 |                 | 7                    | 24     | 3                 | 53     | 5      | 4       |
| Stand: Karriereende |                 |                 |                 |                 |                 |                      |        |                   |        |        |         |

### Weltcup-Gesamtplatzierungen
| Saison  | Gesamt | Gesamt | Distanz | Distanz | Sprint | Sprint |
| Saison  | Punkte | Platz  | Punkte  | Platz   | Punkte | Platz  |
| ------- | ------ | ------ | ------- | ------- | ------ | ------ |
| 2015/16 | 4      | 140.   | -       | -       | 4      | 92.    |
| 2016/17 | -      | -      | -       | -       | -      | -      |
| 2017/18 | 6      | 143.   | -       | -       | 6      | 83.    |
| 2018/19 | 29     | 101.   | 20      | 72.     | 9      | 78.    |
| 2019/20 | 81     | 62.    | 10      | 81.     | 71     | 27.    |
| 2020/21 | 137    | 42.    | -       | -       | 132    | 10.    |